# スクアレンモノオキシゲナーゼ
スクアレンモノオキシゲナーゼ（squalene monooxygenase）またはスクアレンエポキシダーゼ（squalene epoxidase）は、NADPHと分子状酸素を用いスクアレンを2,3-オキシドスクアレン（スクアレンエポキシド）に酸化する酵素である。スクアレンモノオキシゲナーゼはステロール生合成における最初の酸化を触媒し、この経路における律速酵素である。ヒトではスクアレンモノオキシゲナーゼはSQLE遺伝子にコードされている。

## 阻害剤
スクアレンモノオキシゲナーゼの阻害剤には主に以下の抗真菌薬がある。
- ブテナフィン
- ナフチフィン
- テルビナフィン[3]

スクアレンモノオキシゲナーゼは、コレステロールの生合成経路で見られるため、この酵素の阻害剤は高コレステロール血症の治療で見られる。

## 局在性
スクアレンモノオキシゲナーゼは小胞体と脂肪滴に集中している。そのうち小胞体に存在する方のみ活性をもつ。

## その他の酵素反応
スクアレンモノオキシゲナーゼは、2,3;22,23-ジエポキシスクアレン(DOS)の形成も触媒する。DOSはラノステロールシンターゼにより24(S),25-エポキシラノステロールに変換される。